# Juliusz Bakoń
Juliusz Michał Bakoń (ur. 2 lutego 1920 w Skałacie, zm. wiosną 1940 w Katyniu) – podchorąży rezerwy piechoty Wojska Polskiego, ofiara zbrodni katyńskiej.

## Życiorys

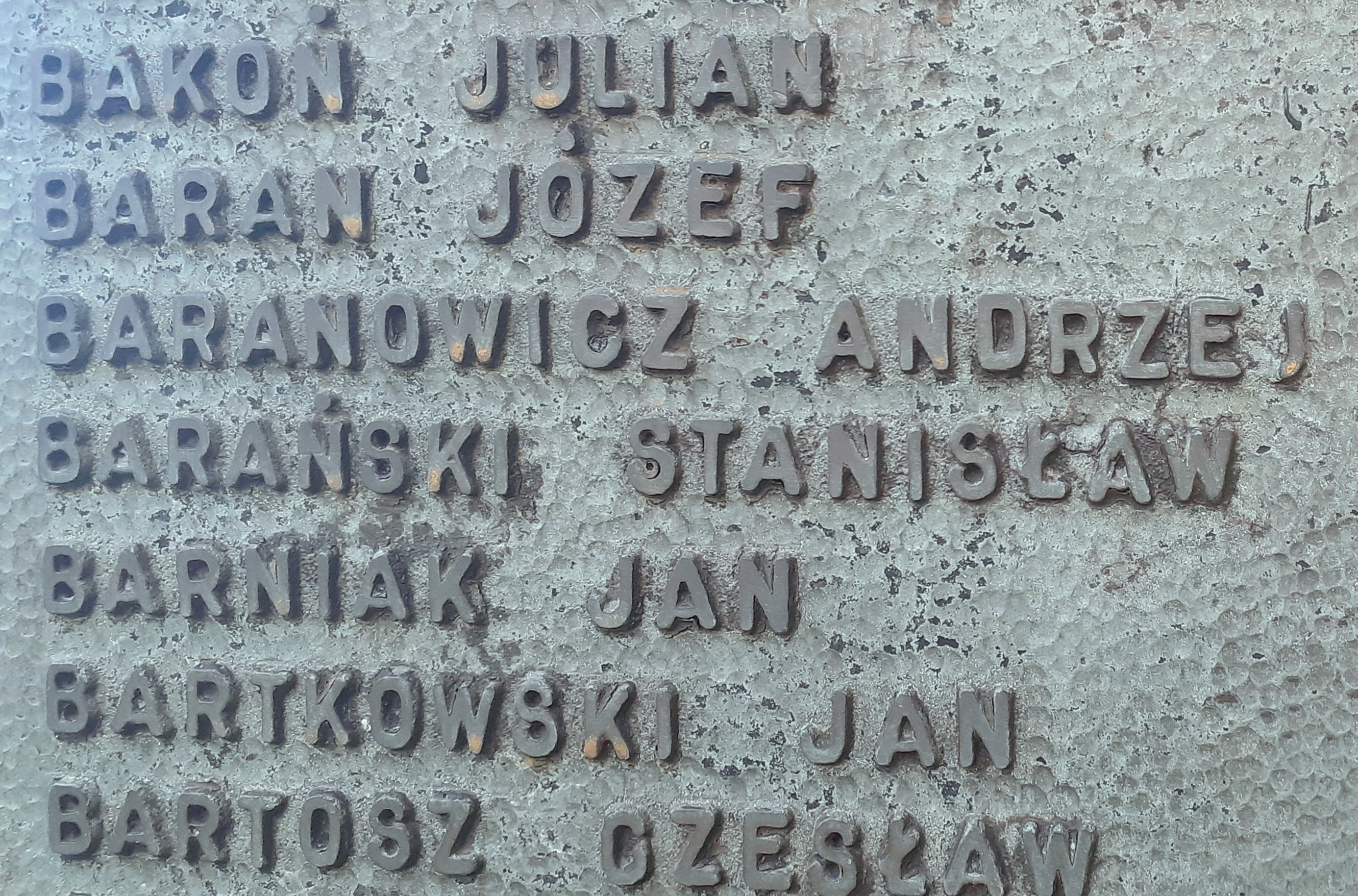
Upamiętnienie na Mauzoleum w Sanoku

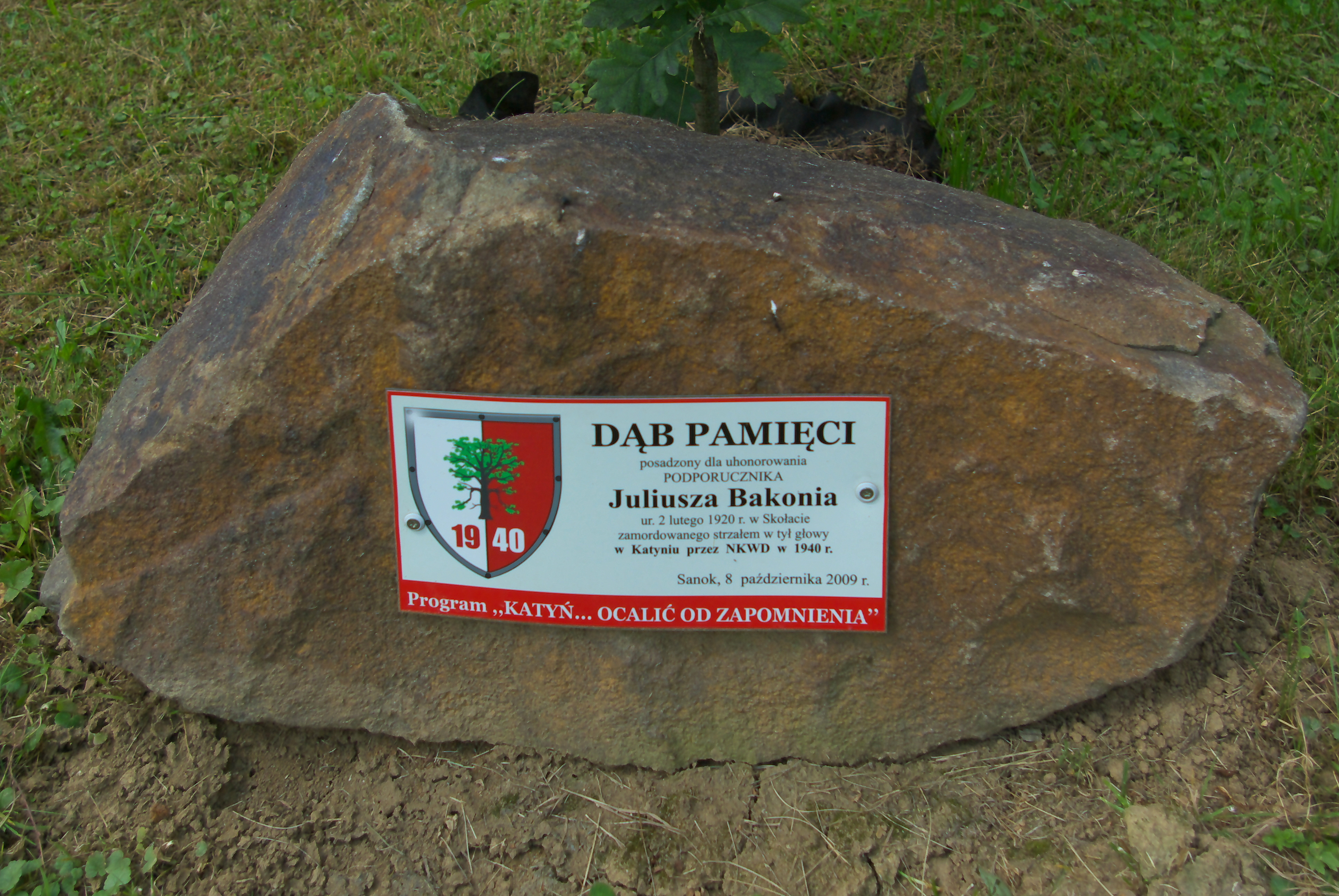
Kamień przy Dębie Pamięci honorującym Juliusza Bakonia w Sanoku

Juliusz Michał Bakoń urodził się 2 lutego 1920 w Skałacie. Był synem Michała (woźny sądowy wzgl. egzekutor sądowy w Sanoku) i Bronisławy, bratem Stefana (ur. 1917). Wraz z rodziną zamieszkiwał w budynku sądu przy ulicy Tadeusza Kościuszki 5.
W 1938 zdał egzamin dojrzałości w Państwowym Gimnazjum im. Królowej Zofii w Sanoku (w jego klasie byli m.in. Tadeusz Srogi, Zbigniew Szuber). Absolwent Szkoły Podchorążych Kawalerii w Grudziądzu.
Był przydzielony do 20 pułku ułanów im. Króla Jana III Sobieskiego. Po wybuchu II wojny światowej i agresji ZSRR na Polskę został aresztowany przez Sowietów. Był przetrzymywany w obozie w Kozielsku. Jego obecność w obozie przekazał we wspomnieniach inny przetrzymywany, jego przyjaciel szkolny z jednego rocznika, późniejszy ksiądz i kapelan rodzin katyńskich Zdzisław Peszkowski, który potwierdził, że w kwietniu 1940 Juliusz Bakoń w jednym z pierwszych transportów został zabrany do Katynia. Tam został rozstrzelany przez funkcjonariuszy Obwodowego Zarządu NKWD w Smoleńsku oraz pracowników NKWD przybyłych z Moskwy na mocy decyzji Biura Politycznego KC WKP(b) z 5 marca 1940. Jest pochowany na Polskim Cmentarzu Wojennym w Katyniu, gdzie w 1943 jego ciało zostało zidentyfikowane w toku ekshumacji prowadzonych przez Niemców pod numerem 1895 (przy zwłokach zostały odnalezione karta z książeczką wojskową, pocztówki, w tym nadesłana przez Michała Bakonia, zam. przy ul. Kościuszki 5 w Sanoku). Przy zwłokach Juliusza Bakonia znaleziono także koc z nazwiskiem Zdzisława Peszkowskiego, ofiarowany wcześniej przez niego z uwagi na słabe ubranie Bakonia; wskutek czego pierwotnie ciało zidentyfikowano pod tym drugim nazwiskiem.
Juliusz Bakoń był jednym z młodszych wiekiem żołnierzy polskich zamordowanych w Katyniu.

## Upamiętnienie
Podczas „Jubileuszowego Zjazdu Koleżeńskiego b. Wychowanków Gimnazjum Męskiego w Sanoku w 70-lecie pierwszej Matury” 21 czerwca 1958 jego nazwisko zostało wymienione w apelu poległych w obronie Ojczyzny w latach 1939-1945 oraz na ustanowionej w budynku gimnazjum tablicy pamiątkowej poświęconej poległym i pomordowanym absolwentom gimnazjum.
W trakcie obchodów ks. dr Zdzisław Peszkowski tak wspominał swojego zmarłego kolegę kawalerzystę (nie wskazał nazwiska, jednak można odnieść przekonanie, że chodziło mu o Juliusza Bakonia):

Pierwszy z nich był naszym kolegą. Chodziłem z nim razem do gimnazjum, potem byłem z nim w szkole podchorążych kawalerii. Kiedy ostatni raz widzieliśmy się gdzieś tam daleko stąd, to powiedział mi.
„–Wiesz co! Nie wiadomo kto z nas pierwszy będzie w Sanoku. Ale jak będziesz Ty, to powiedz Sanokowi. Wyjdź bodaj na kopiec i powiedz głośno, by wszyscy słyszeli, że Sanok to było cudne miasto, a nasze gimnazjum – to tylko jedno takie jest. Rozumiesz mnie chyba...”
Mówiąc to patrzył na mnie, a z ócz jego szła tęsknota, duma, rzewność i prośba. Zginął niestety. Testament jego spełniam dziś.

W 1962 Juliusz Bakoń (wymieniony jako Julian) został upamiętniony wśród innych osób wymienionych na jednej z tablic Mauzoleum Ofiar II Wojny Światowej na obecnym Cmentarzu Centralnym w Sanoku.
5 października 2007 roku Minister Obrony Narodowej Aleksander Szczygło awansował go pośmiertnie do stopnia podporucznika. Awans został ogłoszony 9 listopada 2007 roku w Warszawie, w trakcie uroczystości „Katyń Pamiętamy – Uczcijmy Pamięć Bohaterów”.
W ramach akcji „Katyń... pamiętamy” / „Katyń... Ocalić od zapomnienia” Juliuszowi Bakoniowi poświęcono Dęby Pamięci w Połczynie-Zdroju oraz 8 października 2009 w tzw. Alei Katyńskiej na Cmentarzu Centralnym w Sanoku (zasadzenia dokonali burmistrz Sanoka Wojciech Blecharczyk i wicekurator oświaty Antoni Wydro).